# 미마사카도이역
미마사카도이역(일본어: 美作土居駅)은 일본 오카야마현 미마사카시에 위치한 서일본 여객철도 기신 선의 철도역이다. 단선 승강장 1면 1선의 구조를 갖춘 지상역이다.

## 이용 현황
| 승차 인원 추이 | 승차 인원 추이 |
| 연도           | 1일 평균       |
| -------------- | -------------- |
| 1999           | 70             |
| 2000           | 54             |
| 2001           | 41             |
| 2002           | 43             |
| 2003           | 35             |
| 2004           | 33             |
| 2005           | 40             |
| 2006           | 37             |
| 2007           | 43             |
| 2008           | 40             |
| 2009           | 44             |
| 2010           | 39             |
| 2011           | 42             |

## 역 주변
- 국도 제179호선

## 역사
- 1936년
  - 4월 8일 : 기즈 선(당시) 사요 역 - 미마사카에미 역 간 연신에 의해 개업.
  - 10월 10일 : 기즈 선이 기신 선의 일부가 되어, 이 역도 그 소속으로 한다.
- 1987년 4월 1일 : 일본국유철도 분할 민영화에 의해, 서일본 여객철도가 승계.
- 2009년
  - 8월 10일 : 제9호 태풍 아타우에 의해 이 역 전후의 구간이 불통으로 인하여 영업정지. 8월 12일부터 버스 대행 개시.
  - 10월 5일 : 이 역을 포함한 사요 역 - 미마사카에미 역간의 운전재개에 의해 영업 재개.

## 인접 역
| 서일본 여객철도 기신 선 | 서일본 여객철도 기신 선 | 서일본 여객철도 기신 선 |
| ----------------------- | ----------------------- | ----------------------- |
| 고즈키 히메지 방면      | ■ 기신 선               | 미마사카에미 니미 방면  |